# Ernst Heinrich Løffler
Ernst Heinrich Løffler (4. maj 1723 i Stettin – 27. marts 1796 i København) var en dansk kunstmaler, far til Christian Løffler og Conrad Friedrich Løffler.

## Biografi
Han mistede allerede sin fader (død 1737), da han var fjorten år gammel. Året før (1736) kom han i malerlære i sin fødeby, og efter at hans læretid var omme (1741), tilbragte han vinteren roligt i hjemmet, arbejdede derpå i tre år (1742-45) i Stralsund og fik endelig den 20. juni 1745 en kondition i København hos malermester Milan, hos hvem han forblev i fem år. Løffler må imidlertid have forstået at gøre sin dygtighed gældende, thi den 1. januar 1751 blev han ansat som tegnelærer (informator) ved det ældre Kunstakademi i København og gik derpå 1754 over til det nye Akademi på Charlottenborg, hvor han virkede i en række år som "en vindskibelig og tro Lærer" i den anden (øverste) frihåndstegneskole. Just Mathias Thiele omtaler det smukke forhold, hvori han som olding trådte til Bertel Thorvaldsen, da denne som Akademiets lærling fik plads i hans klasse; deres venskab vedvarede længe efter, at Thorvaldsen havde gået skolerne igennem, og i Løfflers sidste leveår modelerede Thorvaldsen hans portrætmedaljon. Han har 1764 malet et portræt af fru Klingberg og mulig 1771 portrætter af arkitekt Georg David Anthon og hustru født Eigtved.
Løffler, som i København ganske naturlig sluttede sig til Sankt Petri Menighed, blev den 17. januar 1755 gift i København med Susanna Christiana Marr (døbt 12. juli 1734 smst. - begravet 20. juni 1775 smst.), datter af rustmester Valentin Marr og Anna Catharina von Bergen. Professor Carl Gustaf Pilo var hans forlover. Han havde mange børn, hvoraf to sønner nævnes som kunstnere. Han døde den 27. marts 1796 af alderdomssvaghed og blev begravet på Sankt Petri Kirkes kirkegård.
Han er gengivet 1793 af sønnen Conrad Friedrich i en farvelagt tegning (Det Nationalhistoriske Museum på Frederiksborg Slot).

## Værker
- To dørstykker med blomster, til dronningens store kabinet på Frederiksberg Slot (1751)
- Blomsterbuket i en vase, i forgrunden frugter, t.v. en papegøje (Statens Museum for Kunst)
- Pendant til forannævnte (Statens Museum for Kunst)
- Nedtagelsen af korset (altermaleri, 1752, Larvik Kirke)
- Forgyldning "med ægte dukatguld" af Christian V's rytterstatue på Kongens Nytorv (1751, 1769)
- Lærredstapeter med frugtstykker og landskaber til ejendommene Amaliegade 15 og 17
- Slotspladsen med arveprinsparrets indtog (gouache, 1774, Den Kongelige Kobberstiksamling)

Portrætter:
- Peder Reedtz til Voergård (Gavnø)
- Grevinde Schulin, født Catharina Maria von Møsting (1760)
- Marie Elisabeth Klingberg, født Hansteen (1764, kopi af Jens Juel 1767 i privateje)
- Hofbygmester Georg David Anthon (1771, kopi af C.C. Andersen 1896, Frederiksborgmuseet)
- Dennes hustru Anna Margrethe, født Eigtved (1771)
- Gerhard Schøning (kun kendt gennem stik og litografi)
- Kopier efter engelske kobberstik til Otto Thotts portrætgalleri på Gavnø o. 1785 af følgende: Dronning Catharina; Jane Seymour; Anna af Kleve; Dronning Catarina, født Howard; John Dryden; Thomas More